# Ptochophyle apseogramma
Ptochophyle apseogramma là một loài bướm đêm trong họ Geometridae.